# 강동고등학교 (대구)
강동고등학교(江東高等學校)은 대한민국 대구광역시 동구 신서동에 있는 공립 고등학교이다.

## 학교 연혁
- 2003년 12월 31일 : “강동고등학교” 설치(대구광역시조례 제3632호)
- 2004년 2월 13일 : 신축 공사 준공(지하 1층, 지상 5층 건물, 강당, 운동장)
- 2004년 3월 1일 : 강동고등학교 개교(초대 송용호 교장 취임)
- 2004년 3월 2일 : 2004학년도 입학식(남 61명, 여 128명 계 189명)
- 2007년 2월 8일 : 2006학년도 제1회 졸업식(남 60명, 여 132명 계 192명)
- 2009년 11월 16일 : 대구 최초 자율형 공립고등학교 지정
- 2010년 3월 2일 : 2010학년도 입학식 거행, 자율형 공립고 운영 시작
- 2014년 10월 2일 : 자율형 공립고등학교 재지정(2015.3.1~2020.2.29)
- 2016년 3월 1일 : 제5대 박화수 교장 취임
- 2022년 1월 4일 : 2022년 제16회 졸업식(남 60 명, 여 200명 계 260명, 누계 4,715명)
- 2022년 3월 2일 : 2022년 입학생(남 57명, 여 170명 계 227명)

## 참고 자료
- 강동고등학교 - 한국교육학술정보원 학교알리미